# بیابان گندمی (گونه)
بیابان گندمی (نام علمی: eremopyrum triticeum) نام یک گونه از سرده بیابان گندمی است.